# 旅のつづき
「旅のつづき」（たびのつづき）は竹内まりやの44作目のシングル。2019年10月9日にワーナーミュージック・ジャパンからリリースされた。竹内の歌手活動40周年の最後を飾る作品となるシングル。

## 概要・背景
「旅のつづき」は、2007年にアメリカで公開され大ヒットを記録した映画『最高の人生の見つけ方』（主演はジャック・ニコルソン & モーガン・フリーマン）を原案として、メインキャストを女性に変更し、主演に吉永小百合、共演に天海祐希を迎えて、犬童一心が監督を務めた同名映画の主題歌として書き下ろされた。この曲は映画のエンディングで流される。ハッピーな雰囲気の中にもどこか切なさが漂う竹内の真骨頂とも言える作品となっている。
竹内は「残された時間をいかに生きるか？という問いかけへの私なりの小さな答えがこの歌になりました。人生という旅が、誰にとっても素敵なものになるよう願いを込めて…。 憧れの吉永さんと天海さんの映画に歌で参加できて最高に幸せです。」と楽曲制作への思いを綴っている。
カップリングの「OL'55」は、トム・ウェイツが作詞・作曲・歌唱し1973年に発表された楽曲。原曲の正確な綴りは「Ol' '55」で、邦題は「オール'55」だった。後にイーグルスがカバーした楽曲としても知られる（イーグルスのバージョンの邦題は「懐かしき '55年」）。本作には原曲の英語詞のまま竹内が歌唱したカバーバージョンで収録されている。この曲は、3枚組ベスト・アルバム『Turntable』の中のカバー曲で構成されたDisc3「Premium Covers」に収録される予定であったが、合計時間の都合により収録が見送られたという経緯がある。
初回限定盤にはDVDが付属され、内容は竹内自身の原案によるショートムービー「Turntable」が収録されている。

## 収録内容

### 初回盤（CD+DVD）
| #  | タイトル                         | 作詞       | 作曲       | 編曲                             | 時間 |
| -- | -------------------------------- | ---------- | ---------- | -------------------------------- | ---- |
| 1. | 「旅のつづき」                   | 竹内まりや | 竹内まりや | 牧戸太郎                         | 4:05 |
| 2. | 「OL'55」                        | Tom Waits  | Tom Waits  | センチメンタル・シティ・ロマンス | 3:52 |
| 3. | 「旅のつづき」(Original Karaoke) |            | 竹内まりや | 牧戸太郎                         | 4:02 |

#### DVD「Turntable」
- 主演：広末涼子
- 出演：村上淳、山口紗弥加、白石聖、坂東龍汰
- 原案：竹内まりや
- 脚本：狗飼恭子
- 音楽：竹内まりや
- 監督：新城毅彦
- 制作：スマイルカンパニー、ワーナーミュージック・ジャパン、ホリプロ

### 通常盤（CDのみ）
| #         | タイトル                         | 作詞       | 作曲       | 編曲                             | 時間  |
| --------- | -------------------------------- | ---------- | ---------- | -------------------------------- | ----- |
| 1.        | 「旅のつづき」                   | 竹内まりや | 竹内まりや | 牧戸太郎                         | 4:05  |
| 2.        | 「OL'55」                        | Tom Waits  | Tom Waits  | センチメンタル・シティ・ロマンス | 3:52  |
| 3.        | 「旅のつづき」(Original Karaoke) |            | 竹内まりや | 牧戸太郎                         | 4:02  |
| 合計時間: | 合計時間:                        | 合計時間:  | 合計時間:  | 合計時間:                        | 11:59 |

## ミュージシャン
旅のつづき
- 伊藤広規：Electric Bass
- 山下達郎：Electric Guitar, Background Vocal
- 堀崎翔：Electric Guitar Solo
- 二井田ひとみ：Trumpet
- 半田信英：Trombone
- 鈴木圭：Tenor Sax
- 橋本茂昭：Computer Programming
- 竹内まりや：Background Vocal
- 室屋光一郎：室屋光一郎Strings

OL'55
- 野口明彦：Drums
- 瀬川信二：Electric Bass, Background Vocal
- 告井延隆：Pedal Steel Guitar, Background Vocal
- 中野督夫：Acoustic Guitar, Background Vocals
- 細井豊：Keyboard, Background Vocals